# 川崎造船所
川崎造船所（かわさきぞうせんじょ）は、兵庫県神戸市に設立された造船所、および造船所から発展した企業（株式会社川崎造船所）である。造船所は川崎造船神戸工場の前身であり、そこから発展した企業は川崎重工業株式会社（川崎重工）の前身にあたる。
この項目では、川崎重工（川崎造船所）の創業から1945年（終戦時）までの沿革を中心に記述する。

## 沿革

### 戦前

#### 神戸での造船事情
1869年（明治2年）4月に日支貿易商会が兵庫津の東川崎町にバルカン鉄工所、同年8月に加賀藩と大聖寺藩が共同で兵庫津の東出町に兵庫製鉄所（通称：加州製鉄所）、1870年（明治3年）12月に工部省が東川崎町に兵庫製作所をそれぞれ設立した。
工部省は1872年（明治5年）1月に兵庫製鉄所、1873年（明治6年）4月にバルカン鉄工所をそれぞれ買収し、兵庫製鉄所とバルカン鉄工所を兵庫製作所に合併して、兵庫製作所をバルカン鉄工所跡へ移転させた。兵庫製作所は1877年（明治10年）1月に兵庫工作分局、1883年（明治16年）9月に兵庫造船局、1885年（明治18年）12月に農商務省に移管され兵庫造船所と改称を重ねた。なお、兵庫津は1879年（明治12年）に神戸町・坂本村と合併して神戸区（神戸市の前身）となっている。

#### 個人経営の時代
一方、近代造船所の必要を感じていた川崎正蔵は、1878年（明治11年）に東京築地南飯田町に川崎築地造船所を、次いで1881年（明治14年）に神戸区兵庫東出町に川崎兵庫造船所を設立した。当時はまだ和船が重んじられて経営は苦しく、彼は官糖取り扱いで得た利益をつぎ込んだ。
明治政府は1880年（明治13年）に官営工場を民間に払い下げる方針とし、官営兵庫造船所は1886年（明治19年）になり川崎に払い下げられた。設備・敷地共に川崎兵庫造船所より兵庫東川崎町の兵庫造船所のほうが優れていたのでこちらに移設され、官営兵庫造船所は川崎造船所と改称された。東京にあった川崎築地造船所も敷地に工場拡張の余地が無く、また経営上からも2か所の造船所を維持するのは難しいために同所は閉鎖され、川崎造船所に集約された。
川崎造船所は現在の神戸工場の位置にあって船台3基、船架2基の設備を持ち、鉄船の建造能力があった。官営時代に受注し建造中の鉄船もそのまま引き継がれ経営を助けた。1894年（明治27年）に勃発した日清戦争によって新造、修繕の需要が増え、川崎造船所の事業は拡大した。

#### 株式会社設立

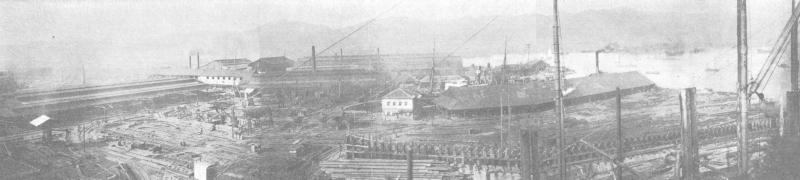
川崎造船所全景。1911年以前

今後の資金調達強化のため、1896年（明治29年）10月15日に株式会社川崎造船所が設立された。正蔵の息子3人は既に亡くなっており、養子の4男はまだ10歳だったので後継者として松方正義の3男松方幸次郎が初代社長となった。社長となった松方は積極的に設備投資をし、念願の乾ドックが1902年（明治35年）に完成した。同年から新船台の建設にも着手し1905年（明治38年）に第一船台が完成。その後も新船台の建設を継続し、設備を拡張した。第4船台上のガントリークレーンは1912年（明治45年）に竣工している。1937年（昭和12年）までに8つの船台を設置、うち第6船台は1941年（昭和16年）に撤去され、1945年（昭和20年）の終戦時で7台の船台があった。
また松方は海外からの技術導入も積極的に進め、実用化の始まった船舶用タービンでは1907年（明治40年）インターナショナル・カーチス・マリン・タービン社 (International Curtis Marine Turbine Co.) と特許についての契約を結び、カーチス式タービンの製造を始めた。また1911年（明治44年）にはイギリスのジョン・ブラウン社 (John Brown Co.) と技術提携しブラウン・カーチス式タービンを製造した。更に同年、ドイツ・MAN社と特許契約を結びディーゼルエンジンを製造した。その他大正の初めまでに合わせて17件の海外特許と契約を結んだ。
個人経営の時代は、日本海軍向けには木造敷設艇6隻を建造しただけだった。株式会社設立以降、艦艇建造は本格化し、1899年（明治32年）の水雷艇建造から始まり駆逐艦などを建造した。潜水艦建造も早くから手がけ、1906年（明治39年）に日本初の国産潜水艦（第六潜水艇）を建造している。その後も艦艇建造に注力し、1945年（昭和20年）の敗戦で帝国海軍が消滅するまでに川崎造船所が完成させた艦艇は、戦艦3隻、航空母艦3隻、重巡洋艦5隻、軽巡洋艦3隻など多数に上る（→#日本海軍艦艇）。
ちなみに終戦までに戦艦・空母を建造した国内の民間造船所は、ここと三菱重工業長崎造船所の2か所しかなかった（空母の船体のみの建造は他に2か所あった）。また潜水艦を建造した国内の民間造船所もここと三菱重工業神戸造船所、太平洋戦争中に建造を手がけた三井造船玉野造船所の3か所だけだった。
また商船建造も順調に受注した。第一次世界大戦時には大福丸型貨物船をストックボートとして75隻も建造し、大きな利益を上げた。

#### 経営危機
1904年（明治37年）からの日露戦争でも新造船、修繕の需要増に追われた。しかし戦争終結後の不況から川崎造船所も経営が苦しくなり、1907年（明治40年）から1909年（明治42年）までに従業員を半減させている。1909年からの政府の造船業保護政策や国際情勢の好転により受注は増大し、業績は回復した。
第一次世界大戦後の不況時にも経営危機に陥った。この時は1919年（大正8年）の労働争議、1922年（大正11年）のワシントン軍縮条約、1923年（大正12年）の関東大震災が重なった。更に1927年（昭和2年）の金融恐慌により主要取引銀行の十五銀行が臨時休業になり、資金繰りが急速に悪化した。政府や神戸市の援助、従業員約3,500人の解雇休業、役員報酬のカット、松方家、川崎家からの私財提供などを行い、経営の立て直しを図った。更に兵庫工場は分離して「川崎車輛」として独立し抵当権を設定、本社工場・葺合工場を担保として融資を受けた。日本海軍も艦政本部臨時艦船建造部を設置し艦艇建造の継続を助けた。
しかしながらアメリカのウォール街を発端とした世界恐慌により更に新造船受注が減少し、1931年（昭和6年）に和議を申請し翌年認可、1933年（昭和8年）に和議成立の手続きを完了した。会社再建のため3,260人の人員を整理し社内では経費節減を図った。社外では政府の新造船援助により商船新造が復活、満州事変を境に景気も上向きとなり会社の再建は軌道にのった。

#### 多角化
それより先、経営難になる以前から造船以外の製品も製造していた。
橋梁の製造は個人経営時代の1887年（明治20年）から始まっていた。
官営工場の払い下げを受けた時点で川崎は造船業に専念したが、1900年（明治33年）の金融恐慌以降は景気に左右されない分野を模索し、1906年（明治39年）に鉄道車両製造の進出を決定した。神戸市東尻池村（現在の神戸市兵庫区和田山通）の地に1907年（明治40年）、新工場が完成した。ここでは鉄道車両の他、鋳鋼品、橋梁の製造を行った。ここは現在の川崎車両兵庫工場である。鉄道車両の製造は1928年（昭和3年）の経営危機の際に川崎車輛株式会社として分社化された。
自動車の生産は造船所造機部時代の1918年（大正7年）に開始、大阪砲兵工廠から軍用正式自動貨車の試作勧奨を受け2台を完成している。1921年には兵庫に工場を建て自動車部を設立し、パッカードを範に1t積みトラックを試作。その後飛行機部を経て車両部となり、1929年（昭和4年）鉄道車両の傍らバスの生産も計画、1931年（昭和6年）には6気筒のKW48型64psとKW43型60ps、8気筒のKP52型66ps、4気筒のKB33型24psの計4種のガソリンエンジンを完成。翌年からKB33を搭載した1トン積みトラックKT10型を筆頭に2/3/4トン積みトラックの他、2トン積み6輪シャーシやバス車体も生産し始め、1933年（昭和8年）にはKP52型90ps搭載の乗用車も完成、10台が鉄道省や陸海軍の指揮官車として納入されている。車名はいずれも「六甲号」と称した。しかし1942年（昭和17年）に航空機の増産のため事業継続を断念し、24年来の自動車製造に幕を下ろした。六甲号の生産台数は1932年から1936年までが民需240台・軍需270台、1937年から1942年までが民需250台・軍需3,670台。総計4,190台であった。戦後、この経験はバス車体架装とオートバイで生かされることとなる。
1919年（大正8年）には川崎汽船を設立し海運業に進出した。また同じ年、他社と合同で出資し国際汽船を設立させた。これは、第一次世界大戦中に大量建造して不良在庫化していたストックボートの処分が大きな目的であった。
航空機の分野は1918年（大正7年）から参入した。1923年（大正12年）に岐阜県蘇原村（現在の各務原市）に機体組み立て工場が完成した。また1924年（大正13年）からドイツ・ドルニエ社の飛行艇を製造し、全金属製航空機の製造技術を導入した。 軍からの増産の要請に答えるため1937年（昭和12年）には川崎航空機工業株式会社を設立し、航空機部門を独立させた。
製鋼の分野は1906年に運河分工場を設置するときに製鋼部を設立し鋳造品の製造を開始したことから始まる。1916年（大正5年）に兵庫工場に製条工場を新設して棒鋼などを生産した。また神戸葺合（ふきあい）の脇浜（現在の神戸市中央区）に葺合工場を1917年（大正6年）に完成させ、中鋼板・厚鋼板の生産を始めた。同工場では1920年（大正9年）から薄鋼板や高張力鋼板の製造もしている。さらに1937年（昭和12年）に岩手県久慈地方にある砂鉄の精錬のため久慈製鉄所を開設し、砂鉄銑の生産を始めた。
このような経営の多角化に対応して1939年（昭和14年）12月1日に社名を川崎重工業株式会社と変更した。

#### 戦時
国際情勢の緊張が高まり、造船については艦艇受注増など活況を呈した。一方1940年（昭和15年）に工場は海軍管理工場に指定を受け、1942年（昭和17年）には重要事業場に、1944年（昭和19年）には陸軍管理工場その他の指定を受け戦時体制となっていた。太平洋戦争により艦船工場は多忙を極めた。このため潜水艦専用の造船所として大阪府泉南郡多奈川村（現在の岬町）の海岸を埋め立て、泉州工場を建設した。ここにはドック3基、船台4基、艤装海岸などが設置された。同工場は1939年（昭和14年）から用地の取得を開始し1942年10月28日に開設された。なお戦後の民需転換には立地が悪く1949年（昭和24年）6月30日に閉鎖されている。
日本海軍からの要請により、占領地のオランダ領東インドでオランダ軍が破壊した工場設備を修理し、1943年（昭和18年）にジャカルタ造船工場を開設した。ここでは主に修理工事に従事した。また1944年（昭和19年）に陸軍の委託でジャワ第2船舶工場も稼働し、木造船を修理した。
鉄鋼製品の需要も高まり、1941年（昭和16年）、西宮市に特殊鋼工場（JFEスチール西宮工場の前身）を設置した。その他、岩手県久慈町に鉱山部を設置し、青森県の大湊鉱山を買収して第2鉱山部を設置した。更に兵庫県印南郡伊保村（現在の高砂市）に1943年、大型鍛造品の製造を目的とした伊保工場を設立する。なお伊保工場は終戦時に未完成であり、軍需依存が大きかったため1948年（昭和23年）に閉鎖が決定されている。また同年に葺合工場が被害を受けた際の代替工場として愛知県半田市に知多工場（現・JFEスチール知多製造所）を建設した。
1944年末から日本各地は空襲の被害が増大し、川崎重工でも1945年（昭和20年）3月17日に神戸空襲で艦船工場が被害を受けたのを始め、6月5日にも空襲を受け被害が広がった。他の工場でも空襲による大きな被害を出して終戦を迎えた。被害の大きさから工場が継続できるかどうか、判らなかったという（『昭和造船史 第1巻』p48による）。

### 戦後

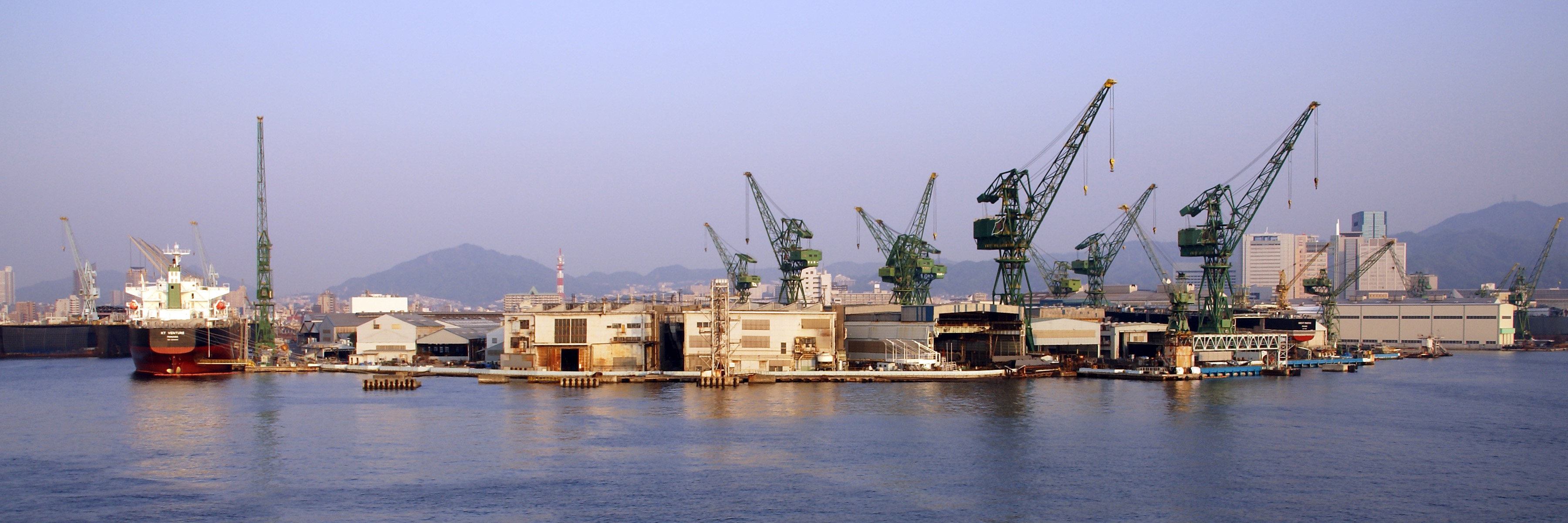
川崎造船神戸工場（2007年）

戦後も艦船建造は継続し、海上自衛隊の潜水艦の建造は三菱重工業神戸造船所と2分している。1950年（昭和25年）に鉄鋼部門は川崎製鉄株式会社（現・JFEスチール）として独立、川崎重工には重工部門が残った。1969年（昭和44年）には経営基盤強化のために川崎重工業と川崎航空機工業・川崎車輛の3社が合併し新生の川崎重工業となっている。なお、船舶部門は川崎重工から2002年に分離し、株式会社川崎造船になり、その後さらに川崎重工に吸収合併され、社内カンパニーの川崎重工業船舶海洋カンパニー（現川崎重工業船舶海洋ディビジョン）となった。

## 年表

### 兵庫造船所
- 1869年（明治2年）
  - 4月 - 日支貿易商会が「バルカン鉄工所」を設立。
  - 8月 - 加賀藩と大聖寺藩が共同で「兵庫製鉄所」（通称・加州製鉄所）を設立。
- 1870年（明治3年）12月26日 - 工部省が「兵庫製作所」を設立。
- 1872年（明治5年）1月 - 工部省が兵庫製鉄所を買収。
- 1873年（明治6年）
  - 4月5日 - 工部省がバルカン鉄工所を買収。
  - 4月14日 - 兵庫製鉄所・バルカン鉄工所を兵庫製作所に合併、兵庫製作所をバルカン鉄工所跡へ移転。
- 1877年（明治10年）1月11日 - 兵庫製作所は「兵庫工作分局」と改称。
- 1883年（明治16年）9月22日 - 兵庫工作分局は「兵庫造船局」と改称。
- 1885年（明治18年）12月22日 - 兵庫造船局は農商務省へ移管され「兵庫造船所」と改称。

### 川崎造船所時代（1878年〜1939年）
- 1878年（明治11年）4月 - 川崎正蔵が「川崎築地造船所」を東京築地南飯田町に開設（川崎造船所の創業）。
- 1881年（明治14年）3月 - 「川崎兵庫造船所」を神戸区兵庫東出町に開設。
- 1886年（明治19年）5月19日 - 「兵庫造船所」（兵庫東川崎町）の払い下げを受け、「川崎兵庫造船所」を移転合併し「川崎造船所」と改称、。9月に川崎築地造船所は閉鎖。
- 1896年（明治29年）10月15日 - 株式会社川崎造船所を設立。
- 1902年（明治35年）11月 - 第1乾ドック完成（2月にはほぼ完成）。
- 1906年（明治39年）4月5日 - 初の国産潜水艦・第6・第7竣工。
- 1906年（明治39年）9月 - 運河分工場設置（1913年〈大正2年〉に兵庫工場と改称）。
- 1907年（明治40年）11月19日、通報艦「淀」竣工（国内民間造船所での10,000トン以上の軍艦の第1号）。
- 1912年（大正元年）11月 - ガントリークレーン完成。
- 1915年（大正4年）4月19日 - 戦艦「榛名」竣工（三菱長崎造船所製の戦艦「霧島」と共に民間造船所初の戦艦建造）。
- 1918年（大正7年）7月 - 葺合工場設置。兵庫工場に自動車科と飛行機科を設置。
  - 同年10月7日から11月5日 - 大福丸型貨物船「来福丸」を30日間の世界最短記録で建造。
- 1919年（大正8年）4月10日 - 川崎汽船株式会社設立。
- 1922年（大正11年）9月7日 - 飛行機科を兵庫工場から分離し、本社直属の飛行機部および飛行機部各務原分工場を設置。
- 1927年（昭和2年）2月2日 - 飛行機部を飛行機工場と改称。
  - 同年4月21日 - 十五銀行が臨時休業、経営危機に陥る。
- 1928年（昭和3年）5月18日 - 鉄道車両と鋳造品を製造する兵庫工場を、川崎車輛株式会社として分離。
- 1928年（昭和3年）6月27日 - 本社工場・葺合工場をそれぞれ艦船工場・製鈑工場と名称変更。
- 1931年（昭和6年）7月20日 - 和議の申し立て。
- 1932年（昭和7年）8月13日 - 神戸区裁判所で和議開始決定。
- 1932年（昭和7年）11月22日 - 和議認可決定。
- 1937年（昭和12年）11月18日 - 飛行機工場を分離し川崎航空機工業株式会社設立。

### 川崎重工時代（1939年〜）
- 1939年（昭和14年）12月1日 - 川崎重工業株式会社に社名変更。
- 1940年（昭和15年）3月5日 - 艦船工場が海軍管理工場に指定。
- 1941年（昭和16年）9月25日 - 空母「瑞鶴」竣工（民間造船所初の空母竣工）。
- 1942年（昭和17年）4月17日 - 艦船工場・製鋼工場が重要事業場指定工場となる。
- 1942年（昭和17年）5月1日 - 第102海軍工作部ジャカルタ分工場開設、海軍より委託される。
- 1942年（昭和17年）10月28日 - 泉州工場開設。
- 1943年（昭和18年）3月10日 - 伊保工場開設。
- 1943年（昭和18年）12月28日 - 知多工場開設。
- 1944年（昭和19年）1月17日 - 軍需工場に指定。
- 1944年（昭和19年）6月15日 - ジャワ第2船舶工場開設、陸軍より委託を受ける。
- 1945年（昭和20年）3月17日 - 神戸空襲。
- 1945年（昭和20年）6月5日 - 神戸空襲（2次）。
- 1945年（昭和20年）7月25日 - 泉州工場が空襲を受ける。
- 1945年（昭和20年）8月22日 - 兵器製造を中止。
- 1950年（昭和25年）8月7日 - 鉄鋼部門を川崎製鉄株式会社として分離。
- 1962年（昭和39年）11月 - ガントリークレーン解体。
- 1969年（昭和44年）4月1日 - 川崎重工業・川崎航空機工業・川崎車輛が合併。
- 2002年（平成14年） - 川崎重工から船舶部門が分離され、株式会社川崎造船が発足。旧川崎造船所は同社神戸工場となる。
- 2010年（平成22年） - 川崎造船は川崎重工業に吸収され、川崎重工業船舶海洋カンパニーとなる。
- 2021年（令和3年） - 川崎重工業のエネルギーソリューション&マリンカンパニー内の組織に再編され、川崎重工業船舶海洋ディビジョンとなる。

## 建造・製作物

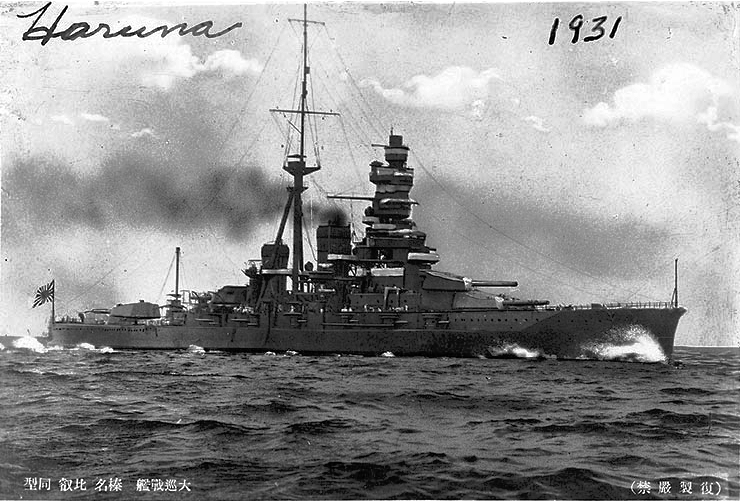
（巡洋）戦艦「榛名」

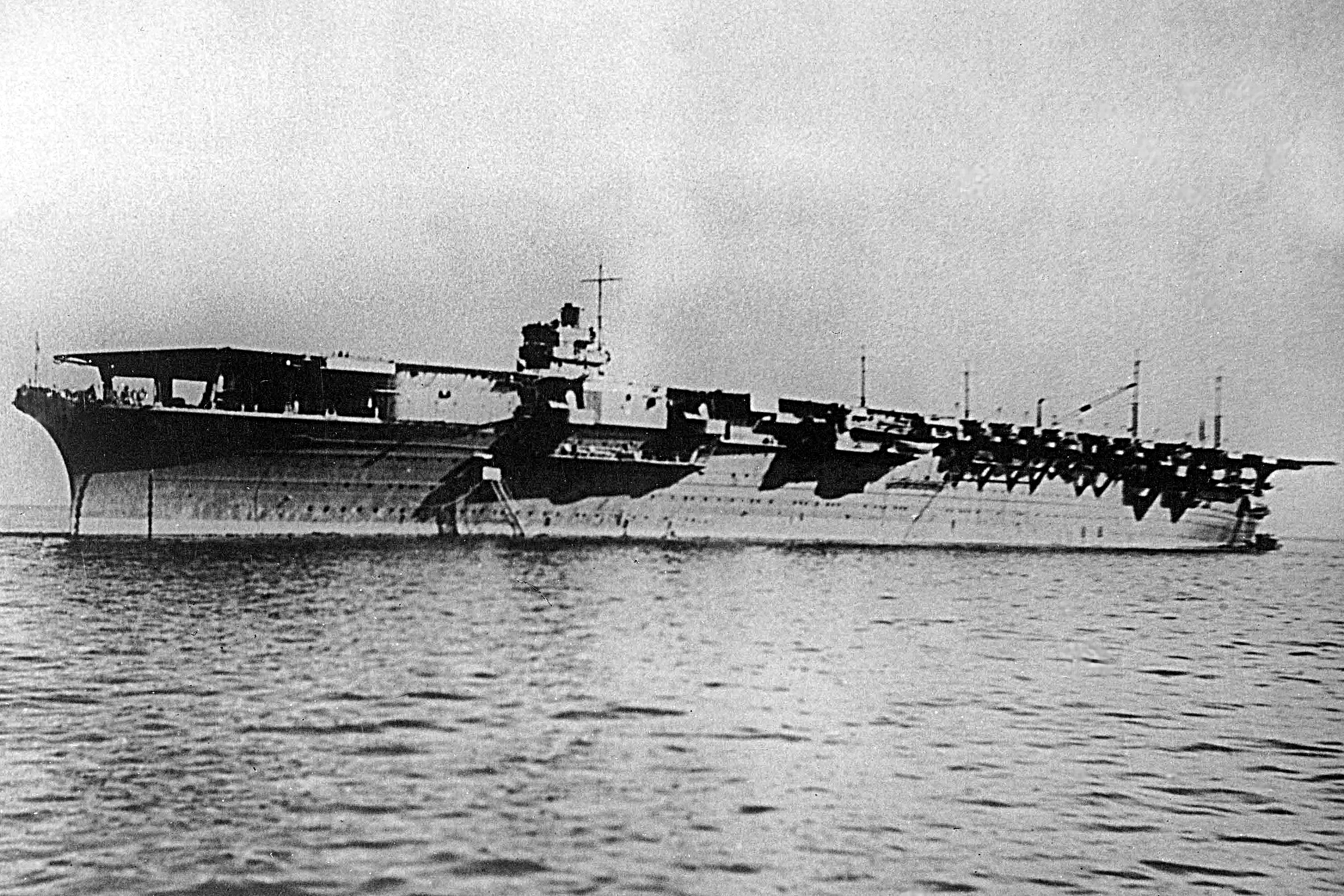
空母「瑞鶴」（1941年9月25日撮影）

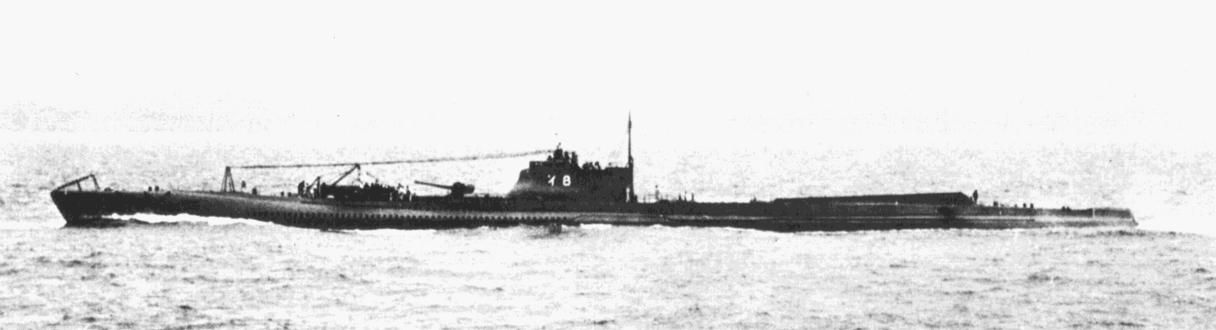
伊号第8潜水艦

### 艦船

#### 日本海軍艦艇
- 木造水雷敷設艇6隻（1894年、呉海軍工廠より受注）
- 戦艦：榛名、伊勢、加賀（船体のみ）
- 重巡洋艦：加古、衣笠、足柄、摩耶、熊野
- 軽巡洋艦：大井、鬼怒、神通
- 航空母艦：瑞鶴、大鳳、飛鷹(出雲丸として起工)、生駒(未成)
- 水上機母艦：瑞穂、秋津洲
- 通報艦：淀
- 防護巡洋艦：平戸
- 練習艦：館山（ = 第一回漕丸、川崎築地造船所で建造）
- 駆逐艦
  - 神風型：朝風、春風、時雨、初春、卯月
  - 樺型：楠、梅
  - 磯風型：時津風
  - 樅型：梨、竹、菊、葵、蔦、葦
  - 若竹型：若竹、呉竹
  - 初春型：有明
  - 朝潮型：荒潮、朝雲
  - 陽炎型：初風
  - 松、橘型：梨
- 潜水艦　（括弧付きは未成）
  - 第6型：第6、第7
  - 波6
  - 呂1型：呂1、呂2
  - 呂3型：呂3、呂4、呂5
  - 呂29型：呂29、呂30、呂31、呂32
  - 呂100型：呂101、呂102、呂104、呂105、呂106、呂108、呂109、呂110、呂111、呂112、呂113、呂114、呂115、呂116、呂117
  - 伊1型：伊1、伊2、伊3、伊4、伊5
  - 伊6
  - 伊7型：伊8
  - 伊9型：伊10、伊11、伊12
  - 伊13型：伊13、伊14、（伊15）、（伊1）
  - 伊15型：伊21、伊23
  - 伊16型：伊22、伊24
  - 伊168型：伊71、伊73、
  - 伊176型：伊177、伊179、伊183
  - 波101型：波101、波102、波103、波105、波106、波107、波108、（波110）、波111
- 水雷艇
  - 22号型：35号、36号、61号（3隻とも組立のみ）
  - 67号型：74号、75号（2隻とも組立のみ）
  - 隼型：千鳥（組立のみ）、鷂、鴻
- 丁型海防艦：38号、46号、56号、60号、68号、78号、82号、112号、118号、124号、126号、130号（78号以降は泉州工場）
- 給油艦：能登呂、知床、襟裳、隠戸
- 給糧艦：間宮、伊良湖
- 砕氷艦：大泊
- 初島型電纜敷設艇：初島、釣島

#### その他

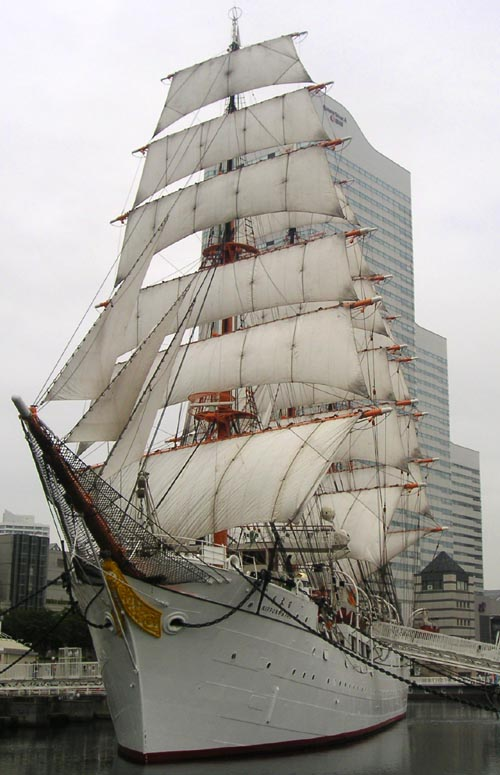
総帆展帆した日本丸（文部省航海練習船）

- セネガレ - フランス海軍のアラブ級駆逐艦
- ソマリ - フランス海軍のアラブ級駆逐艦
- トンブリ級海防戦艦 - タイ王国海軍の主力艦
- 日本丸
- 海王丸
- 大福丸型貨物船 - 第一次世界大戦時に大量建造した標準型貨物船。来福丸など同型船75隻。
- 第二青函丸
- 日進丸（国内初の蟹工船）
- 川崎型油槽船 - 日本海軍の補給艦としての徴用を想定した高速タンカー。一番船は東亜丸で、川崎造船所初の商用石油タンカー。正規給油艦は建造経験あり。
- 日新丸（初代）・第二日新丸・極洋丸 - 林兼商店（後の大洋漁業、現・マルハニチロ）および極洋捕鯨（現・極洋）の捕鯨船（捕鯨母船）
- 日新丸（2代目） - 大洋漁業（現・マルハニチロ）の捕鯨母船

### 橋梁その他
鉄骨のみ
- 関西本線の木津川鉄橋（1887年）

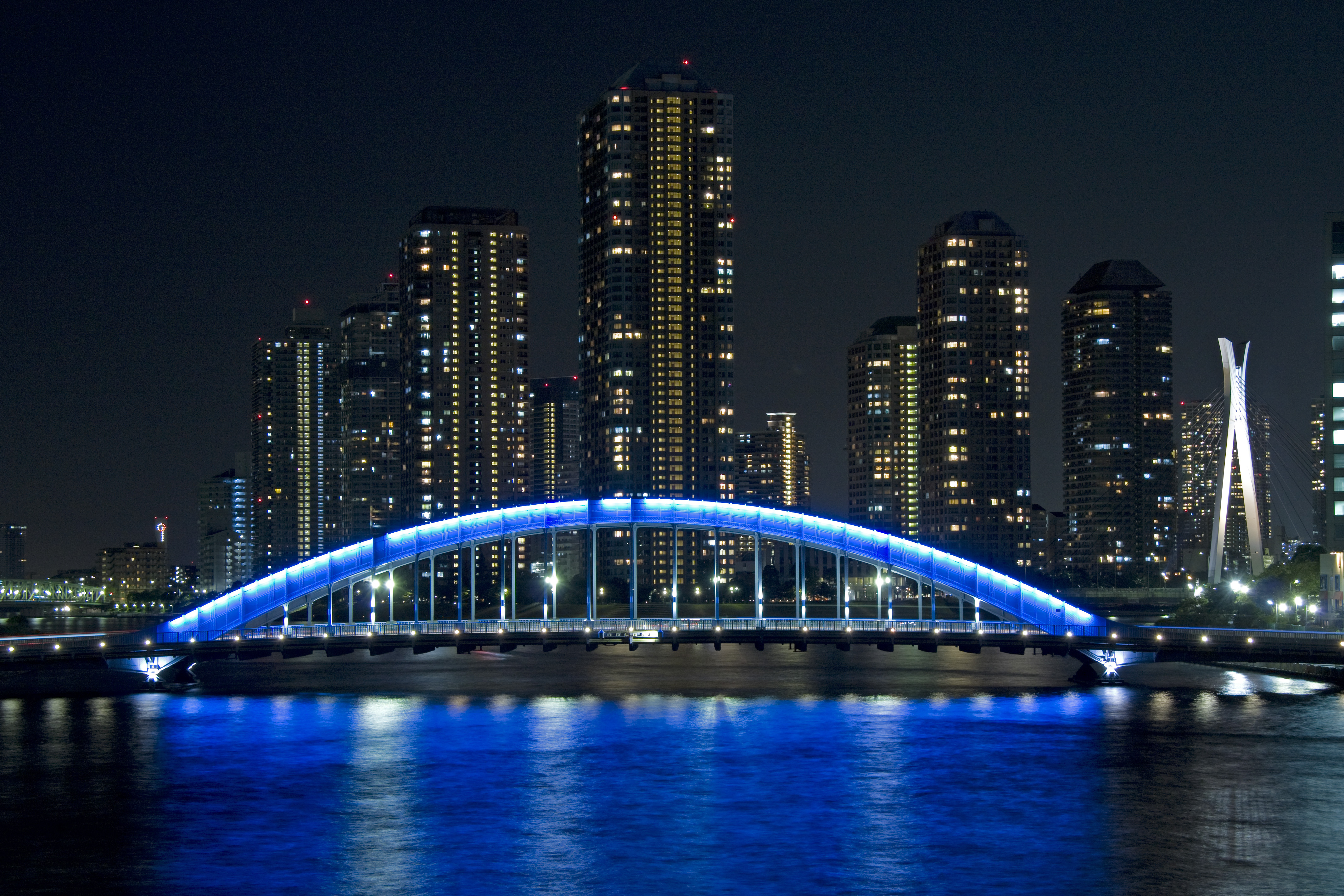
東京都中央区から見た永代橋（2008年11月）

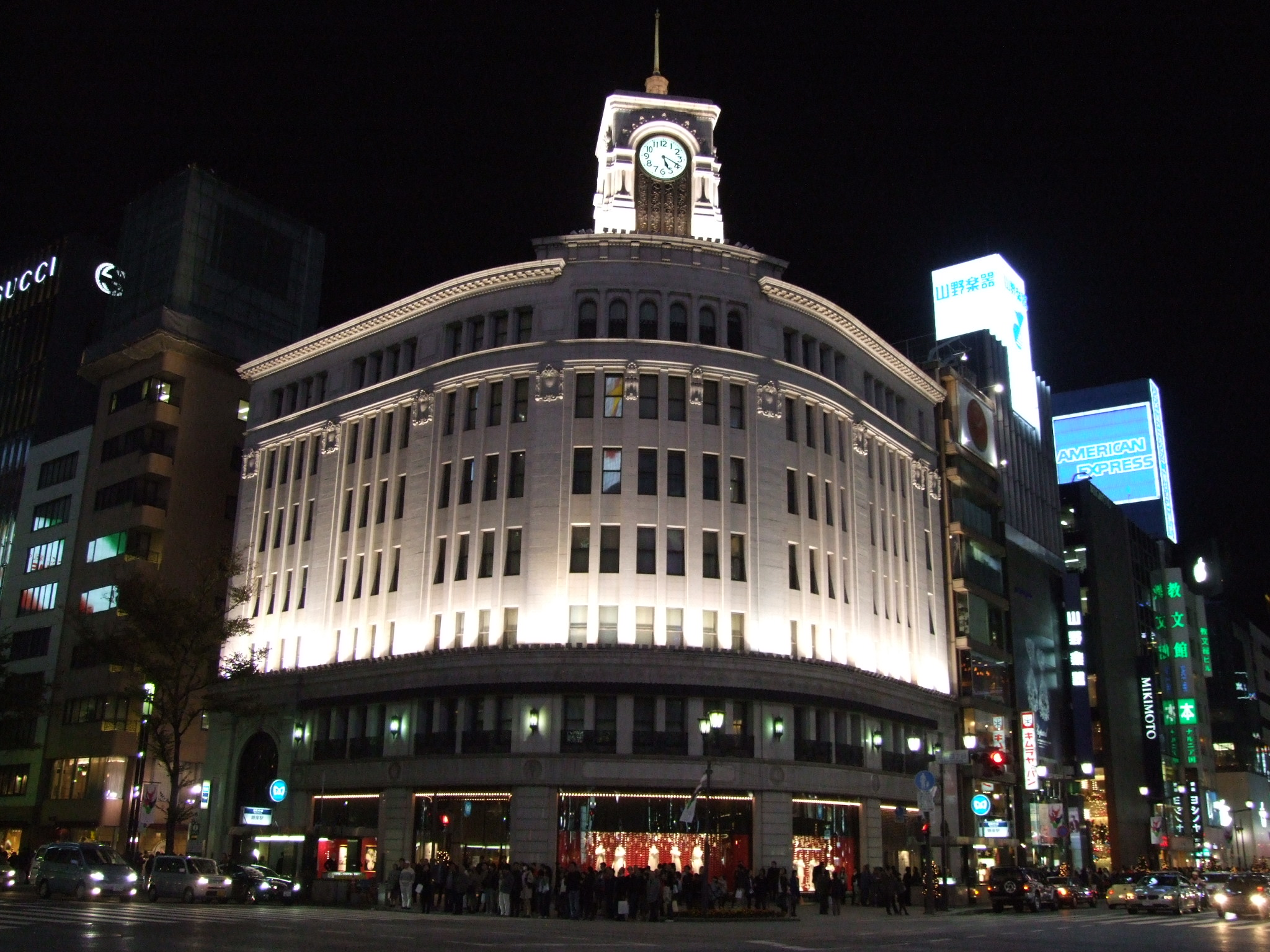
旧服部時計店。現在は株式会社和光の本店。

- 阪堺鉄道（現南海電鉄）の大和川鉄橋、古川鉄橋（1888年）
- 京阪電気鉄道の木津川鉄橋（1909年）
- 京浜電気鉄道（現京浜急行電鉄）の京浜六郷川鉄橋
- 鉄道院（後の国鉄）の大井川鉄橋、天竜川鉄橋、富士川鉄橋
- 東京市（現東京都）の永代橋、清洲橋、白鬚橋、勝鬨橋（関東大震災の復旧工事）
- 田端大橋
- 神戸市中央市場の鉄骨
- 奈良電気鉄道（現近畿日本鉄道）の澱川橋梁（1928年）
- 服部時計店（東京銀座）の鉄骨（1931年）

### 自動車
- 陸軍向け4トントラック（試作車）5台（1919年）
- 六甲号（バス、トラック、乗用車　川崎車両製造）